# Ортатобе (Туркестанская область)
Ортатобе (каз. Ортатөбе) — село в Сарыагашском районе Туркестанской области Казахстана. Входит в состав Куркелесского аульного округа. Код КАТО — 515465780.

## Население
В 1999 году население села составляло 372 человека (190 мужчин и 182 женщины). По данным переписи 2009 года, в селе проживали 354 человека (194 мужчины и 160 женщин).